# 基沙巴 (伯南布哥州)
基沙巴（葡萄牙語：Quixaba），是巴西的城鎮，位於該國東北部，由伯南布哥州負責管轄，始建於1953年10月1日，面積209.96平方公里，海拔高度542米，2014年人口6,835，人口密度每平方公里32.55人。